# Tmetomorpha
Tmetomorpha là một chi bướm đêm thuộc họ Geometridae.